# 彰義門
彰義門（：／ Changuimun，又名北小门）是朝鲜王朝首都汉阳（今首尔）的城门，位于首尔城墙西北。

## 历史
彰義門始建于1396年。彰義門和城墙东北侧的惠化门，是当时北面的两个主要入口。16世纪日本入侵时，上部的木质门楼被烧毁，1740或1741年重建，是目前四小门中最古老的。

## 现状
彰義門位于首尔鐘路區付岩洞，可由首爾地鐵1號線的鐘閣站转7022路巴士前往。
比起其他城门，彰義門保存了非常古老的状态。